# 135979 Allam
135979 Allam este un asteroid din centura principală de asteroizi.

## Descriere
135979 Allam este un asteroid din centura principală de asteroizi. A fost descoperit pe 10 octombrie 2002 la Apache Point Observatory în cadrul programului Sloan Digital Sky Survey. Asteroidul prezintă o orbită caracterizată de o semiaxă mare de 2,68 ua, o excentricitate de 0,12 și o înclinație de 14,7° în raport cu ecliptica.